# Complesso dei Riti magici

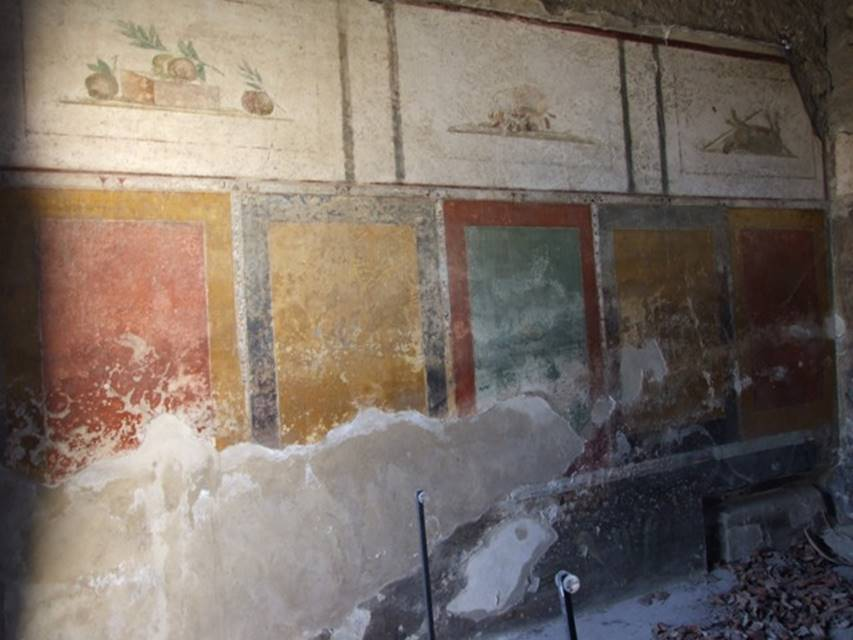
Malereien im Triclinium

Der Complesso dei Riti magici (Komplex für magische Riten) ist ein Gebäudekomplex in Pompeji (II.1.11.), der 1954, 1957, 1963 und 1985 ausgegraben wurde. Es erhielt seinen modernen Namen von den zahlreichen Objekten im Haus, die vielleicht bei magischen Riten Verwendung fanden. Der Komplex war eventuell dem Kult des Sabazios geweiht.

## Beschreibung
Der Bau fällt durch seinen ungewöhnlichen Grundriss auf. Er hat drei größere Gärten, um die sich einige Räume angeordnet befinden. Ein Raum direkt neben dem Eingang ist in einer einfachen Felderdekoration ausgemalt. Am Eingang des Hauses befanden sich Bilder des Mercurius, Bacchus, der Venus und des Priapus, die aber aus konservatorischen Gründen von der Wand genommen und in Verwahrung gegeben wurden. Aus dem Haus stammen eine Reihe ungewöhnlicher Objekte, die ihm seinen Namen gaben. Zwei Bronzehände haben natürliche Dimensionen und sind überreich mit magischen Symbolen dekoriert. Sie stehen in Verbindung mit dem Gott Sabazios und waren eventuell wichtig, um Mutter und Kind zu beschützen. Ein weiteres sehr ungewöhnliches Objekt ist ein Tongefäß, das wiederum an den Außenseiten zahlreiche anmodellierte Objekte wie Musikinstrumente, eine Eidechse, Weintrauben und einen Ochsenkopf aufweist. Diese Vase ist bisher einmalig und hat kaum Parellelen.